# Muhammad Amin

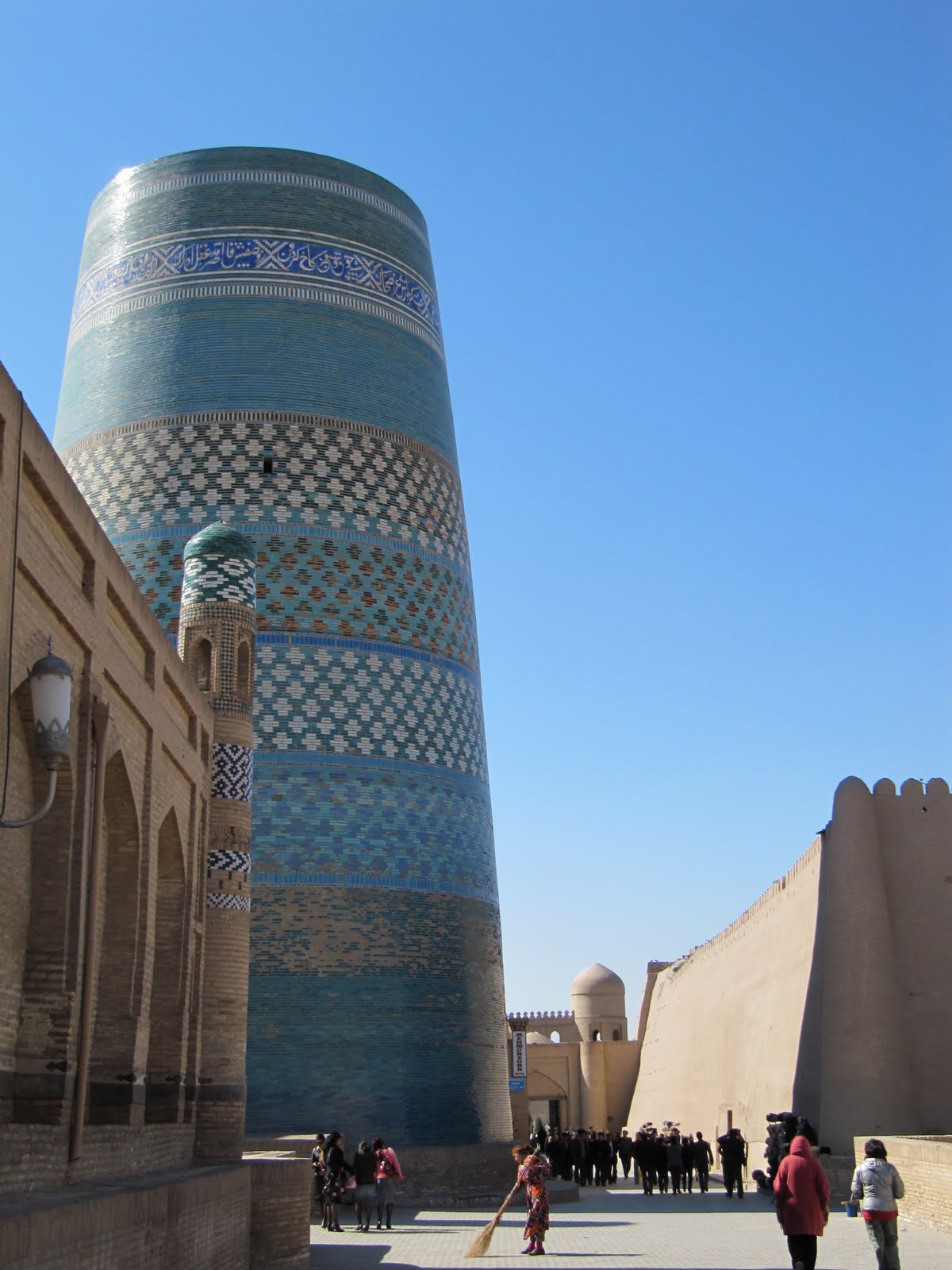
Das unter Muhammad Amin begonnene und nie fertiggestellte Minarett Kalta Minor

Muhammad Amin († 1855) war Khan des Khanats Chiwa.

## Leben und Wirken
Muhammad Amin regierte im Khanat Chiwa von 1845 bis 1855. In seiner Regierungszeit wurden herausragende Bauwerke, heute Teile des UNESCO-Welterbes Ichan Qalʼа, errichtet. Im Westen der Altstadt unmittelbar südlich der Zitadelle Konya Ark ließ er die Medrese Muhammad Amin Khan bauen. Sie ist die größte Medrese der Stadt und reich dekoriert. Unmittelbar vor der Medrese wurde das blaue Minarett Kalta Minor, eines der auffälligsten Wahrzeichen der Stadt, errichtet. Kalta Minor sollte ursprünglich das höchste Minarett der Welt werden. Mit dem Tod Muhammad Amin Khans wurde der Weiterbau jedoch unfertig abgebrochen.
Der Khan Muhammad Amin führte mehrere Feldzüge gegen die Turkmenen durch. So erweiterte er die Grenzen seines Khanats und befestigte sie. 1855 kam er in Folge eines Angriffs turkmenischer Krieger ums Leben. Der Kopf Muhammad Amins soll dem Schah von Persien geschickt worden sein, der eine ehrenvolle Bestattung befahl.